# Księżniczka cyrkówka
Księżniczka cyrkówka (niem. Die Zirkusprinzessin) – operetka Imre Kálmána w trzech aktach z 1926 roku. Premiera miała miejsce w Wiedniu 26 marca 1926 roku. Libretto zostało napisane przez Juliusa Brammera i Alfreda Grünwalda.

## Historia utworu
Po sukcesie Hrabiny Maricy w odnowionym przez Huberta Marischkę Theater an der Wien, Kálmán napisał muzykę do kolejnego przeboju operetkowego. Libretto Juliusa Brammera i Alfreda Grünwalda stanowiło przeróbkę Studenta żebraka Millöckera. Przeniesienie akcji sztuki do carskiej Rosji i zderzenie ze sobą świata arystokratycznych salonów i cyrkowych popisów, dało Kálmánowi możliwość napisania barwnej, jakkolwiek wtórnej w stosunku do Hrabiny Maricy, partytury. 
Utwór miał premierę 26 marca 1926 i przyniósł kompozytorowi spory sukces. Rola, głównej bohaterki, Fedory, ze względu na efektowne, melodyjne arie, weszła na stałe do repertuaru wielkich primadonn operetkowych. 
W Polsce Księżniczka cyrkówka miała premierę 25 stycznia 1927 roku. W roli Fedory wystąpiła Lucyna Messal, Mabel śpiewała Kazimiera Niewiarowska, Tonia − Ludwik Sempoliński, a księcia Sergiusza − Józef Redo. Operetka była kilkakrotnie filmowana. Za najlepszą ekranizację uważa się produkcję amerykańską z 1936 roku z Annabellą.

## Osoby
- księżna Fedora Palińska
- książę Sergiusz Władimir
- hrabia Saskuskin - rotmistrz
- von Petrowicz - porucznik
- baron Piotr Brusowski - adiutant księcia Sergiusza
- Stanisławski - dyrektor cyrku
- Mister X
- Luigi Pinelli - reżyser w cyrku
- Mabel Gibson - woltyżerka
- baron Rasumowski
- Samuel Friedländer
- Karla Schlumberger - właścicielka hotelu "Arcyksiążę Karol"
- Tonio - jej syn
- Pelikan - starszy kelner[4]